# فابیو لوسیانو
فابیو لوسیانو (به پرتغالی: Fábio Luciano) مدافع اهل برزیل است که در شهر Vinhedo و در تاریخ ۲۹ آوریل ۱۹۷۵ به دنیا آمده‌است.
فابیو لوسیانو در تیم‌های فوتبال Ponte Preta سابقهٔ حضور دارد.